# Віктор Вабищевич
Віктор Вабищевич (22 березня 1989) — білоруський плавець.
Учасник Олімпійських Ігор 2008 року.